# Studentské koleje Goce Delčeva

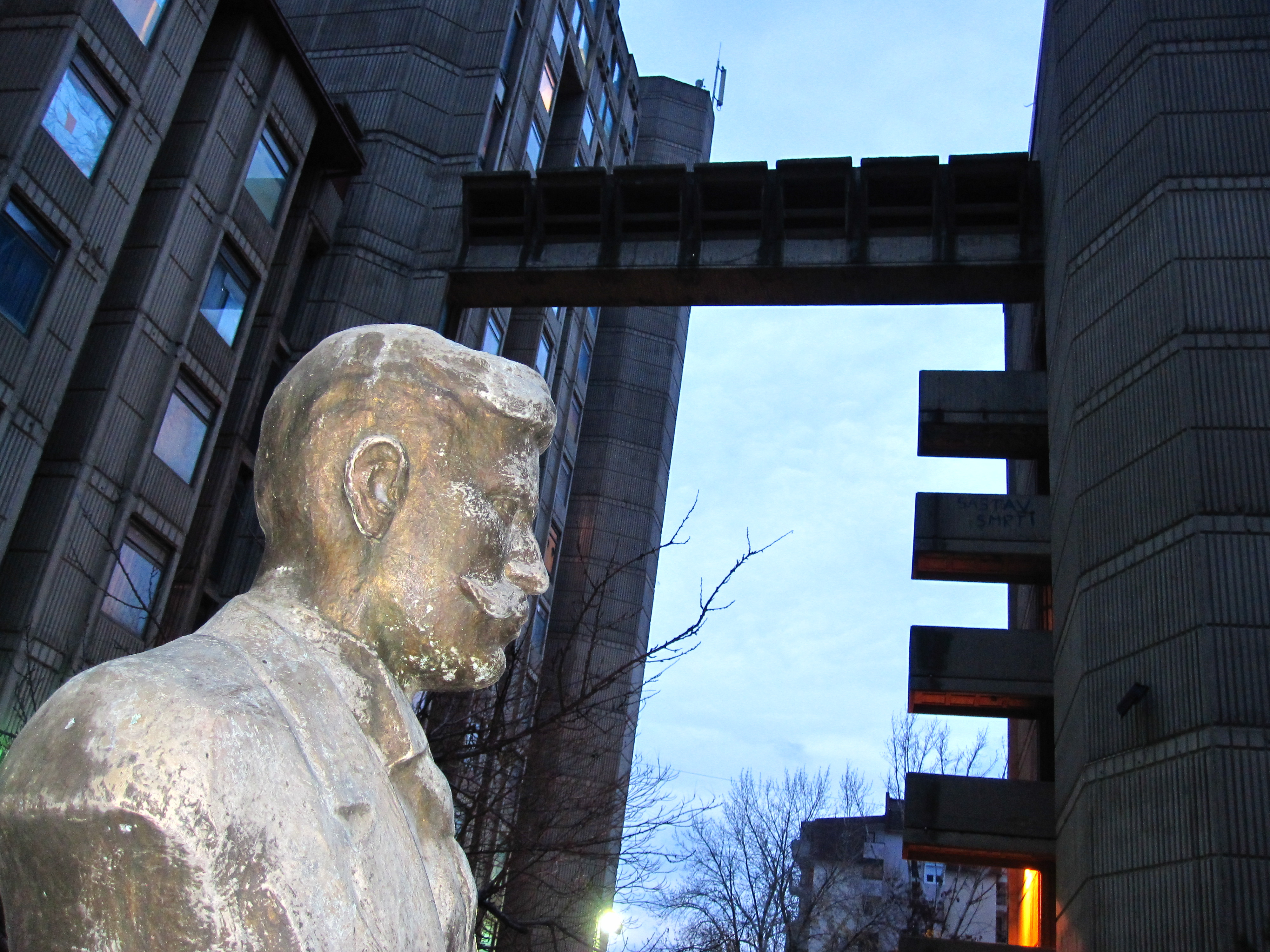
Busta Goce Delčeva před komplexem

Studentské koleje Goce Delčeva (makedonsky Студентски дом Гоце Делчев) se nacházejí v severomakedonské metropoli Skopje, v jihovýchodní části města, ve čtvrti Karpoš. Obklopují je ulice Moskovska, Londonska a Mitropolit Teodosij Gologanov. Jejich architektem je Georgi Konstantinovski, který za projekt obdržel cenu jugoslávského deníku Borba.
Komplex brutalistických budov byl vybudován v rámci rozsáhlé přestavby Skopje po katastrofálním zemětřesení v roce 1963. Slavnostně byl otevřen v roce 1971; ve své době patřil k moderním stavbám svého druhu v celé Jugoslávii. V současné době je největší stavbou svého typu v Severní Makedonii. Komplex o počtu celkem čtyř budov nabízí 1324 míst k ubytování.
Komplex budov se stal vděčným mediálním tématem na počátku 21. století. Od doby jeho vzniku totiž bylo v průběhu desítek let jeho provozu do údržby investováno jen pramálo prostředků a začal tak rychle chátrat. K rozšíření zpráv o špatných podmínkách na kolejích přispěl portál Reddit, odkud se zprávy rozšířily do celého světa. Zatímco město Skopje investovalo nemalé prostředky do rozvoje centra a výstavby historizujících paláců, v kontrastu s tím zůstaly tyto koleje, jejichž technický stav se začal rychle zhoršovat. Zvlášť problematickými se ukázaly být rozvody vody, z nichž voda vytékala do zdí, což podporovalo růst hub způsobujících hnilobný zápach. Dalším problémem byly převážně nefunkční výtahy. V roce 2013 byl proto podepsán kontrakt na rekonstrukci prvního ze čtyř bloků (bloku B), a to ve výši jednoho milionu EUR. Rekonstrukce všech ostatních je plánována na rok 2016.